# Buré
Buré é uma comuna francesa na região administrativa da Normandia, no departamento Orne. Estende-se por uma área de 5,53 km². Em 2010 a comuna tinha 114 habitantes (densidade: 20,6 hab./km²).